# Dolph Camilli
Adolph Louis Camilli (San Francisco, California, 23 de abril de 1907-San Mateo, California, 21 de octubre de 1997), más conocido como Dolph Camilli, fue un jugador profesional estadounidense de béisbol que se desempeñó en la posición de primera base en las Grandes Ligas de Béisbol (MLB). Logró obtener el premio MVP (jugador más valioso).

## Carrera
Camilli jugó como profesional dos temporadas en Chicago Cubs (1933-1934), después pasó a Philadelphia Phillies (1934-1937), luego a Brooklyn Dodgers (1938-1943), posteriormente a Boston Red Sox, donde jugó una temporada (1945), y fue el equipo en el que se retiró.

## Premios
Fue galardonado con el MVP (jugador más valioso) en una oportunidad (1941).